# العلاقات الصومالية الباكستانية
العلاقات الصومالية الباكستانية هي العلاقات الثنائية التي تجمع بين الصومال وباكستان.

## مقارنة بين البلدين
هذه مقارنة عامة ومرجعية للدولتين:
| وجه المقارنة                                              | الصومال                        | باكستان                     |
| --------------------------------------------------------- | ------------------------------ | --------------------------- |
| المساحة (كم2)                                             | 637.66 ألف                     | 881.91 ألف                  |
| عدد السكان (نسمة)                                         | 14.74 مليون                    | 197.02 مليون                |
| الكثافة السكانية (ن./كم²)                                 | 23.12                          | 223.4                       |
| العاصمة                                                   | مقديشو                         | إسلام آباد                  |
| اللغة الرسمية                                             | اللغة الصومالية، اللغة العربية | لغة إنجليزية، اللغة الأردية |
| العملة                                                    | شلن صومالي                     | روبية باكستانية             |
| الناتج المحلي الإجمالي (بليون دولار)                      | 7.37 مليار                     | 304.95 مليار                |
| الناتج المحلي الإجمالي (تعادل القوة الشرائية) بليون دولار |                                | 946.67 مليار                |
| الناتج المحلي الإجمالي الاسمي للفرد دولار أمريكي          | 549                            | 1.43 ألف                    |
| الناتج المحلي الإجمالي للفرد دولار أمريكي                 |                                | 4.81 ألف                    |
| مؤشر التنمية البشرية                                      |                                | 0.538                       |
| رمز المكالمات الدولي                                      | +252                           | +92                         |
| رمز الإنترنت                                              | .so                            | .pk                         |
| المنطقة الزمنية                                           | ت ع م+03:00                    | ت ع م+05:00                 |

## منظمات دولية مشتركة
يشترك البلدان في عضوية مجموعة من المنظمات الدولية، منها:
| علم المنظمة | اسم المنظمة                               | تاريخ انضمام الصومال | تاريخ انضمام باكستان |
| ----------- | ----------------------------------------- | -------------------- | -------------------- |
|             | يونسكو                                    | 15 نوفمبر 1960       | 14 سبتمبر 1949       |
|             | الأمم المتحدة                             | 20 سبتمبر 1960       | 30 سبتمبر 1947       |
|             | الفريق المعني برصد الأرض                  | ?                    | ?                    |
|             | الاتحاد البريدي العالمي                   | ?                    | ?                    |
|             | البنك الدولي للإنشاء والتعمير             | 31 أغسطس 1962        | 11 يوليو 1950        |
|             | منظمة التعاون الإسلامي                    | ?                    | ?                    |
|             | منظمة حظر الأسلحة الكيميائية              | ?                    | ?                    |
|             | الاتحاد الدولي للاتصالات                  | 28 سبتمبر 1962       | 26 أغسطس 1947        |
|             | مؤسسة التمويل الدولية                     | 31 أغسطس 1962        | 20 يوليو 1956        |
|             | المركز الدولي لتسوية المنازعات الاستشارية | 30 مارس 1968         | 15 أكتوبر 1966       |
|             | منظمة الشرطة الجنائية الدولية             | ?                    | ?                    |

## وصلات خارجية
- موقع وزارة الخارجية الصومالية
- موقع وزارة الخارجية الباكستانية